# Qaraghandy
Qaraghandy (kasachisch Қарағандыⓘ) bzw. Karaganda (russisch Караганда) ist eine Stadt in Kasachstan. Sie befindet sich im östlichen Zentrum des Landes auf der Kasachischen Schwelle und ist von einer steppenartigen Landschaft und großen Kohlevorkommen umgeben. Mit 526.316 Einwohnern (Stand 1. Januar 2025) ist sie die fünftgrößte Stadt Kasachstans.
Durch die Erschließung der Kohlevorkommen im Umland der Stadt begann Anfang der 1930er Jahre der Aufbau der Stadt Qaraghandy und bereits 1934 bekam der Ort die Stadtrechte verliehen. Die Stadt war damals geprägt durch die großen sowjetischen Zwangsarbeitslager, deren Häftlinge, darunter viele Russlanddeutsche, maßgeblich für den Kohleabbau eingesetzt wurden. Qaraghandy wuchs schnell zu einem der industriellen Zentren der Sowjetunion heran, musste aber mit der Auflösung der Sowjetunion einen deutlichen Einbruch der Industrieproduktion hinnehmen.

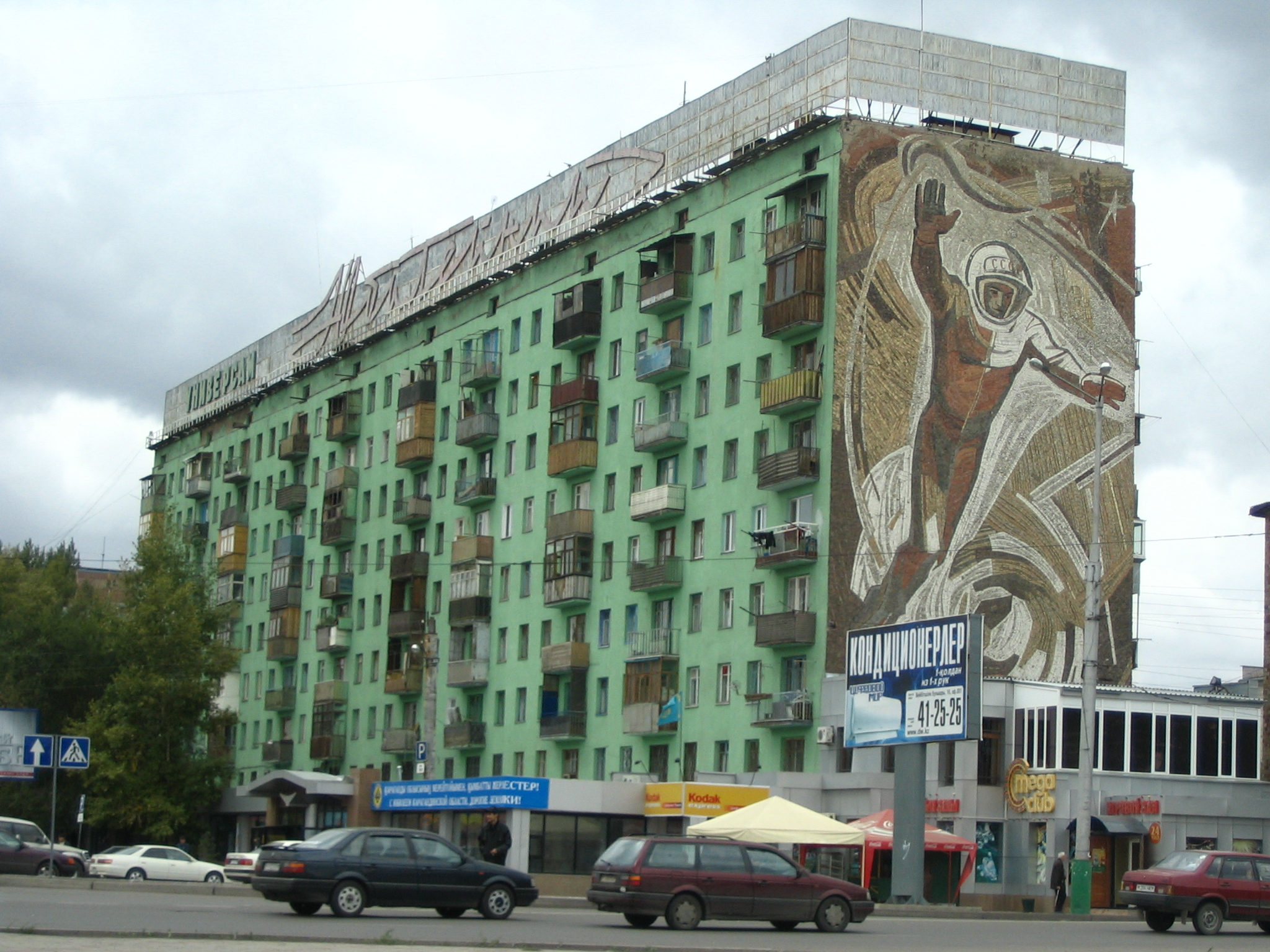
Straßenszene Ecke Nurken Abdirov-/Gogol-Straße, 2006

## Namensherkunft
Der Ursprung des Stadtnamens ist umstritten. Eine Theorie besagt, dass das in der dortigen Gegend verbreitete Karagana-Gebüsch für die Stadt namensgebend war. Eine andere Theorie besagt, dass das Kohlevorkommen für die Stadt namensgebend sei.
Seit der Unabhängigkeit Kasachstans werden offizielle Namen kasachisch geschrieben.

## Geographie

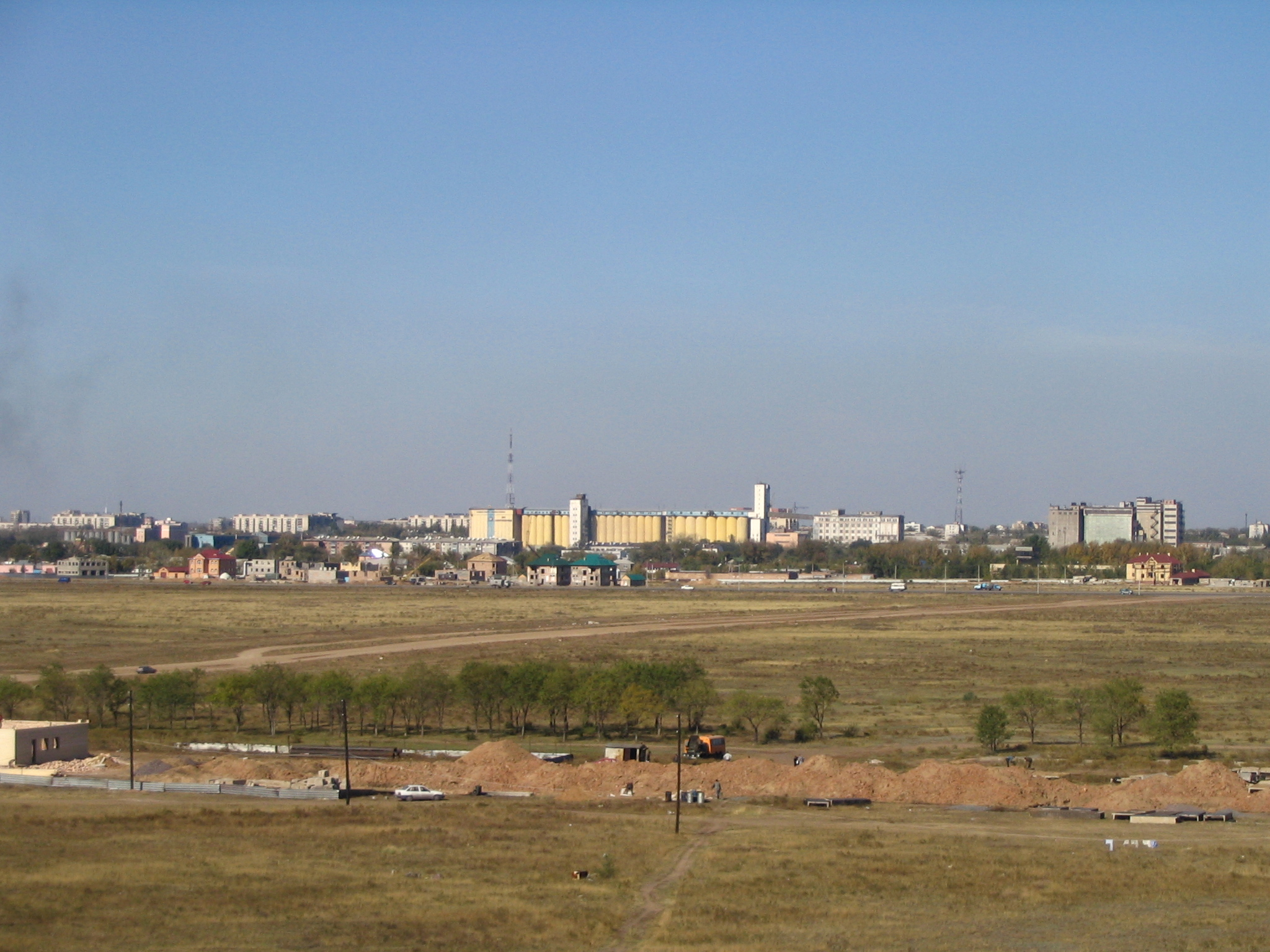
Blick auf Qaraghandy

### Geographische Lage
Die Stadt mit einer Fläche von 497,8 Quadratkilometern liegt im nördlichen Teil des Gebietes Qaraghandy auf der Kasachischen Schwelle (Saryarka) durchschnittlich 546 Meter über dem Meeresspiegel. Südöstlich der Stadt erhebt sich das Bergmassiv Karkaraly mit dem höchsten Berg Aksoran. Das Gebiet um Qaraghandy, das zahlreiche Bodenschätze aufweist, ist steppenhaft gegliedert.

### Wasserressourcen
Seit 1971 wird die Stadt über den Irtysch-Qaraghandy-Kanal mit Wasser versorgt.

### Stadtgliederung
Die Stadt gliedert sich in zwei Stadtbezirke:
| Verwaltungsbezirk     | Kasachischer Name | Russischer Name      | Einwohner | Fläche [km²] |
| --------------------- | ----------------- | -------------------- | --------- | ------------ |
| Qasybek bi            | Қазыбек би ауданы | Казыбекбийский район | 278.169   |              |
| Oktjabr               | Октябрь ауданы    | Октябрьский район    | 219.608   |              |
| Qaraghandy            | Qaraghandy        | Qaraghandy           | 497.777   | 498,4        |
| Stand: 1. Januar 2020 |                   |                      |           |              |

### Klima
Das Klima in Qaraghandy ist extrem kontinental. Die tiefste registrierte Temperatur war −42,9 °C im Jahr 1938.
|                       | Jan   | Feb   | Mär   | Apr  | Mai  | Jun  | Jul  | Aug  | Sep  | Okt  | Nov  | Dez   |   |      |
| Mittl. Tagesmax. (°C) | −9,0  | −8,2  | −1,7  | 10,8 | 20,0 | 25,6 | 27,6 | 24,4 | 18,6 | 8,3  | −0,9 | −6,7  | ⌀ | 9,1  |
| Mittl. Tagesmin. (°C) | −18,6 | −18,4 | −11,5 | −0,2 | 6,4  | 12,0 | 14,3 | 11,0 | 5,5  | −2,3 | −9,5 | −15,4 | ⌀ | −2,1 |
|                       |       |       |       |      |      |      |      |      |      |      |      |       |   |      |
| Niederschlag (mm)     | 19    | 19    | 18    | 21   | 37   | 36   | 40   | 32   | 22   | 34   | 27   | 20    | Σ | 325  |
|                       |       |       |       |      |      |      |      |      |      |      |      |       |   |      |
| Sonnenstunden (h/d)   | 2,5   | 4,8   | 6,8   | 8,4  | 9,3  | 11,1 | 10,1 | 10,2 | 8,0  | 4,9  | 3,7  | 2,6   | ⌀ | 6,9  |
|                       |       |       |       |      |      |      |      |      |      |      |      |       |   |      |
| Regentage (d)         | 6     | 6     | 5     | 5    | 7    | 5    | 6    | 5    | 4    | 8    | 7    | 7     | Σ | 71   |
|                       |       |       |       |      |      |      |      |      |      |      |      |       |   |      |
| Luftfeuchtigkeit (%)  | 77    | 78    | 81    | 65   | 53   | 54   | 59   | 64   | 59   | 72   | 80   | 78    | ⌀ | 68,3 |

| −18,6 |

| −18,4 |

| −11,5 |

| −0,2 |

| 6,4 |

| 12,0 |

| 14,3 |

| 11,0 |

| 5,5 |

| −2,3 |

| −9,5 |

| −15,4 |

| −18,6 |

| −18,4 |

| −11,5 |

| −0,2 |

| 6,4 |

| 12,0 |

| 14,3 |

| 11,0 |

| 5,5 |

| −2,3 |

| −9,5 |

| −15,4 |

## Geschichte

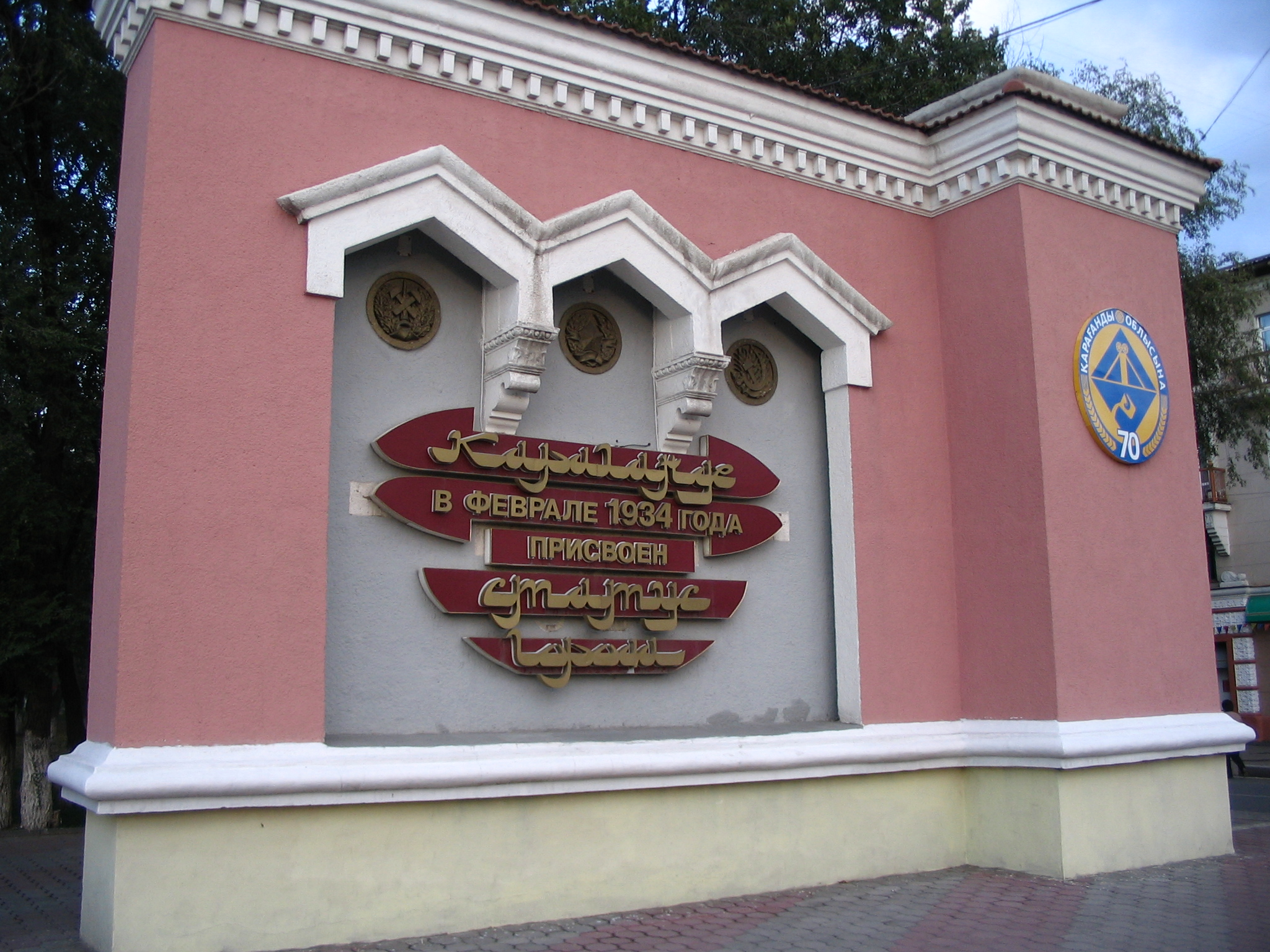
Monument zur Verleihung der Stadtrechte 1934

Gegründet wurde der Ort 1856 als Siedlung für die Gewinnung von Kupfer. Der kleinräumige Kohleabbau diente zur Belieferung der nahegelegenen Kupferhütte. In stalinistischer Zeit Ende der 1920er Jahre begann im Zuge der Industrialisierung der Sowjetunion im Wesentlichen durch zahlreiche Häftlinge die großräumige Erschließung der Kohlelagerstätten und der Aufbau der Stadt.
Am 10. März 1932 erfolgte die Gründung des Karagandaer Gebietes mit dem Zentrum in Petropawlowsk. Innerhalb kürzester Zeit entstanden in Karaganda ein gigantischer Industriekomplex und eine städtische Zivilisation. Am 6. Februar 1934 bekam der Ort die Stadtrechte verliehen. Zur Hauptstadt des Karagandaer Gebietes wurde die Stadt am 20. Juli 1936 (Siehe Liste der kasachischen Hauptstädte).
Laut Alexander Solschenizyn war Karaganda „die größte Provinzhauptstadt des Archipel Gulag“, der sowjetischen Zwangsarbeitslager. Zum dortigen Gulag-System gehörten folgende Lager:
- Karaganda-ITL (Dolinka), 1931–1959, bis zu 66.000 Personen,[4]
- ITL der Karaganda-Kohle, 1943–1944, bis zu 3.000 Personen,[5]
- Saran-ITL, 1945, bis zu 1.500 Personen,[6]
- ITL des Wohnungsbaus Karaganda, 1946–1948, bis zu 3.200 Personen,[7]
- LugLag (auch Wiesenlager, Sonderlager Nr. 9) (Spasski), 1949–1951, bis zu 12.800 Personen.[8]

Am 24. August 1955 wurde das bisherige Sonderlager Nr. 8 PestschanLag (Sandlager) aufgelöst und dem Karaganda-ITL zugeschlagen.
Darüber hinaus bestand in Karaganda für deutsche Kriegsgefangene das Kriegsgefangenenlager 99, das 1949 in ein Sonderlager des Gulag umgewandelt wurde.
Am 22. Oktober 1962 erlitt Qaraghandy den stärksten elektromagnetischen Impulseffekt (EMP), der jemals beobachtet wurde. Ursache war der Test einer sowjetischen Kernwaffe von 300 Kilotonnen bei 290 Kilometern Höhe über Schesqasghan. Der als Folge von intensiver Gammastrahlung durch den Test Nr. 184 verursachte EMP überlastete ein 1.000 Kilometer langes flaches Energiekabel mit einem Strom von 2.500 Ampere. Das elektrische Kraftwerk der Stadt fing Feuer, alle Sicherungen brannten durch.
Im Februar 1983 wurde der 600.000. Bewohner der Stadt geboren.
Im Dezember 1986 entschied das Plenum der ZK der Kasachischen SSR, den langjährigen Ersten Sekretär des Zentralkomitees der Kommunistischen Partei von Kasachstan und Mitglied des Politbüro der Kommunistischen Partei der Sowjetunion Dinmuchamed Kunajew aufgrund von Unregelmäßigkeiten seines Amtes in der Kasachischen Sowjetrepublik gegen Gennadi Kolbin auszutauschen, der das Land, die Leute und die Sprache nicht kannte. Daraufhin demonstrierten auf einer Kundgebung am 19. Dezember zwischen 80 und 120 Studenten und am 20. nochmals etwa 300 gegen die Willkür des Zentralkomitees. Daraufhin wurden 5 Studenten verhaftet und 54 vom Studium suspendiert (Scheltoksan-Unruhen).

## Politik
Derzeitiger Bürgermeister (Äkim, kas. Әкім) von Qaraghandy ist seit 2020 Jermaghanbet Bölekpajew. Während sowjetischer Zeit stand der Stadtverwaltung der Vorsitzende des Exekutivausschusses vor. Nachfolgend die Bürgermeister der Stadt seit 1988:
- Schaimerden Orasalino (1988–1997)
- Nikolai Filato (1997–2000)
- Kornei Isaak (2000–2002)
- Alschyn Schalabajew (2002–2003)
- Juri Litwinow (2003–2006)
- Wladimir Tschirkow (2006)
- Islam Toghaibajew (2006–2010)
- Bauyrschan Äbdischew (2010–2012)
- Meiram Smaghulow (2012–2014)
- Nurlan Äubäkirow (2014–2020)
- Jermaghanbet Bölekpajew (seit 2020)

## Bevölkerung

### Ethnische Zusammensetzung
Die Bevölkerung Qaraghandys zählte rund 150 Nationalitäten. Qaraghandy ist Herkunftsort von etwa 100.000 russlanddeutschen Aussiedlern in Deutschland. Ihr Anteil dürfte in den 1940er Jahren über 70 Prozent der Bevölkerung der Stadt betragen haben.
2018 verteilten sich die Ethnien folgendermaßen: Kasachen 44,92 %, Russen 40,48 %, Ukrainer 3,04 %, Tataren 2,64 %, Deutsche 2,56 %, Koreaner 1,49 %, Belarussen 0,70 %.

### Einwohnerentwicklung
In sowjetischer Zeit stieg die Bevölkerungszahl infolge der Industrialisierung der umliegenden Region von 118.900 im Jahr 1933 auf den Höchststand von 613.797 im Jahr 1989. Bei der Volkszählung am 25. Februar 2009 lebten 459.778 Menschen in Qaraghandy. Der Einwohnerverlust seit 1989 beträgt 25,1 Prozent.

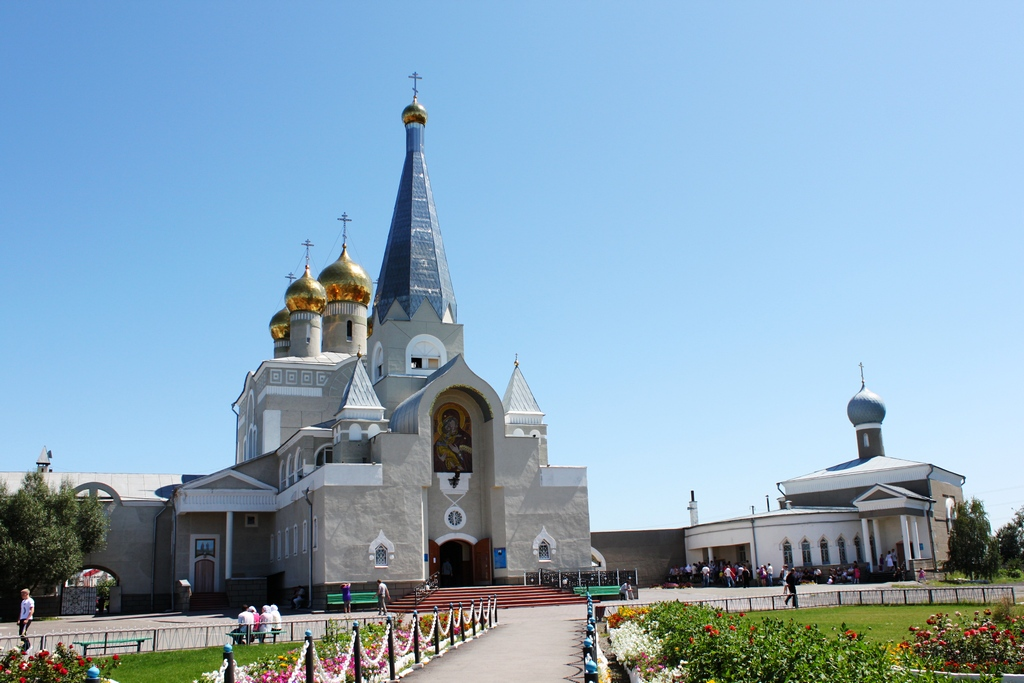
Kirche, 2011

Die folgende Übersicht zeigt die Entwicklung der Einwohnerzahlen seit 1933:
| Jahr | Einwohner |
| ---- | --------- |
| 1933 | 118.900   |
| 1939 | 156.200   |
| 1956 | 350.000   |
| 1959 | 397.083   |
| 1964 | 477.000   |
| 1967 | 498.000   |
| 1969 | 513.000   |
| 1970 | 523.000   |
| 1972 | 541.000   |

| Jahr | Einwohner |
| ---- | --------- |
| 1973 | 552.000   |
| 1979 | 571.877   |
| 1981 | 583.000   |
| 1983 | 600.000   |
| 1989 | 613.797   |
| 1999 | 436.864   |
| 2009 | 459.778   |
| 2012 | 479.200   |
| 2019 | 497.767   |

### Religionen
Vorherrschende Religionen in Karaganda sind der Islam (Sunniten) und das Christentum (Russisch-Orthodoxe Kirche). Zudem gibt es die Kathedrale Unserer lieben Frau von Fatima Mutter aller Nationen und die Kirche St. Joseph für die Katholiken. Die Stadt ist Sitz des römisch-katholischen Bistums Karaganda.
Außerdem gibt es in Karaganda eine Evangeliumschristen-Baptistengemeinde, die 1948 gegründet wurde, und eine Mennoniten-Brüdergemeinde, die 1957 gegründet wurde.

## Kultur und Sehenswürdigkeiten

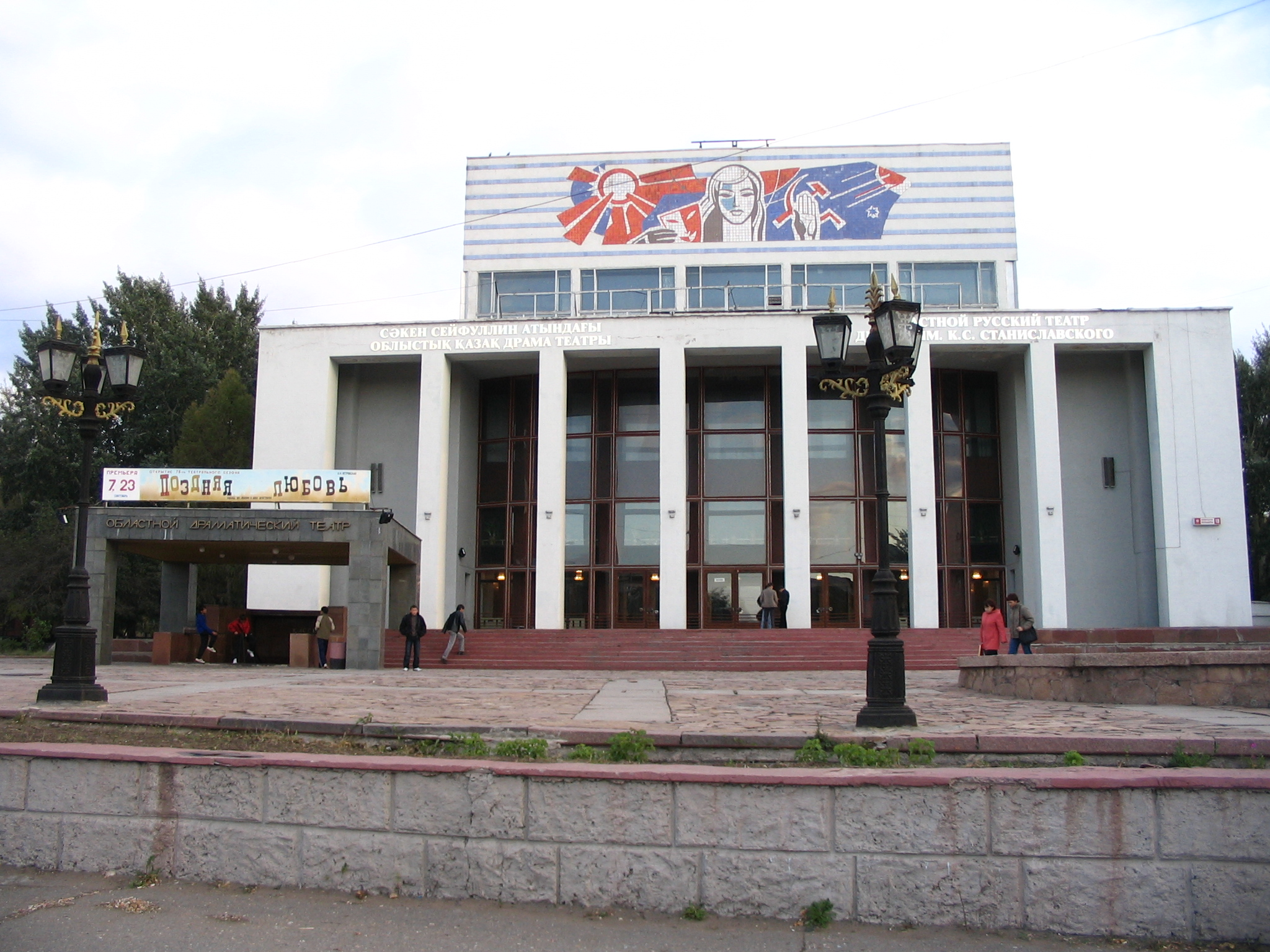
Theater

Zu den Sehenswürdigkeiten gehören das Dramaturgische Theater, das Musikalische Theater der Komödie, die Eissporthalle und der Zoologische Garten. Ein Wahrzeichen der Stadt ist der Palast der Kultur der Bergarbeiter. Der Zirkus Qaraghandy ist ein stationärer Zirkus, der seit 1982 existiert.
In der Stadt stehen die Statuen des Schriftstellers Alexander Puschkin und des Kampfpiloten und Helden der Sowjetunion Nurken Abdirow (1919–1943), sowie eine Büste des Schriftstellers Nikolai Gogol.
Zu sehen sind auch zahlreiche breite Straßen und mehrere Parks. Die Stadt verfügt über zwei Kathedralen, die Russisch-Orthodoxe Wwedenski-Kathedrale und die Römisch-Katholische Kathedrale Mutter aller Nationen. Auch einige Moscheen gibt es in Qaraghandy.

## Sport

### Fußball
Das 19.000 Zuschauer fassende Schachtjor-Fußballstadion ist Spielstätte von Schachtjor Qaraghandy. Die Mannschaft spielt in der ersten kasachischen Fußball-Liga. 2011 und 2012 haben sie die kasachische Meisterschaft gewonnen.

### Eishockey
Die Eishockeymannschaft HK Saryarka Karaganda, die an Stelle des bereits in den späten 90ern aufgelösten Awtomobilist Karaganda, der vier Spielzeiten lang in der höchsten Spielklasse der postsowjetischen Zeit, der Internationalen Hockey-Liga, spielte, die Stadt vertritt, nimmt neben der Kasachischen Meisterschaft seit der Saison 2012/13 am Spielbetrieb der Wysschaja Hockey-Liga, der zweithöchsten russischen Spielklasse, teil. Der Verein trägt seine Heimspiele in der 5.500 Zuschauer fassenden Karaganda-Arena aus.

## Wirtschaft

### Industrie
Die Stadt ist der zweitwichtigste Industriestandort in Kasachstan nach Almaty. Vor allem die riesigen Kohlevorkommen haben ihr diesen Status gesichert. In Qaraghandy hat das Kohlebergbauunternehmen Schubarkol Komir seinen Hauptsitz und betreibt in der Nähe auch ein Kohlebergwerk. Bedeutend sind weiterhin die Metallindustrie, der Maschinenbau, die Chemieindustrie und Lebensmittelindustrie. Zwei große fossile Wärmekraftwerke befinden sich in dem Gebiet.

### Landwirtschaft
In den weiten Steppen- und Halbwüstengebieten um Qaraghandy ist Viehzucht, besonders Schafzucht, stark entwickelt. Es werden auch Rinder und Schweine gehalten und Weizen angebaut. In der Umgebung wird Gemüseanbau betrieben; vor allem von Kartoffeln. Es kommen vereinzelt kleine Sonnenblumenplantagen und Obstgärten vor.

## Verkehr

### Flughafen
Qaraghandy besitzt den Internationalen Flughafen „Sary-Arka“ (Сары-Арка) mit dem IATA-Code KGF, von wo aus nationale und internationale Flugverbindungen bestehen. Darüber hinaus wird der Flughafen militärisch genutzt. Alle 30 im Dienste der kasachischen Luftraumverteidigung stehenden Hochgeschwindigkeitsjagdflugzeuge vom Typ MiG-31 sind in Qaraghandy stationiert.

### Öffentlicher Personennahverkehr
Die Hauptlast des öffentlichen Personennahverkehrs (ÖPNV) tragen dieselbetriebene Omnibusse. Der Trolleybus-Betrieb bestand vom 30. Mai 1967 bis zum 20. April 2010.

### Eisenbahn

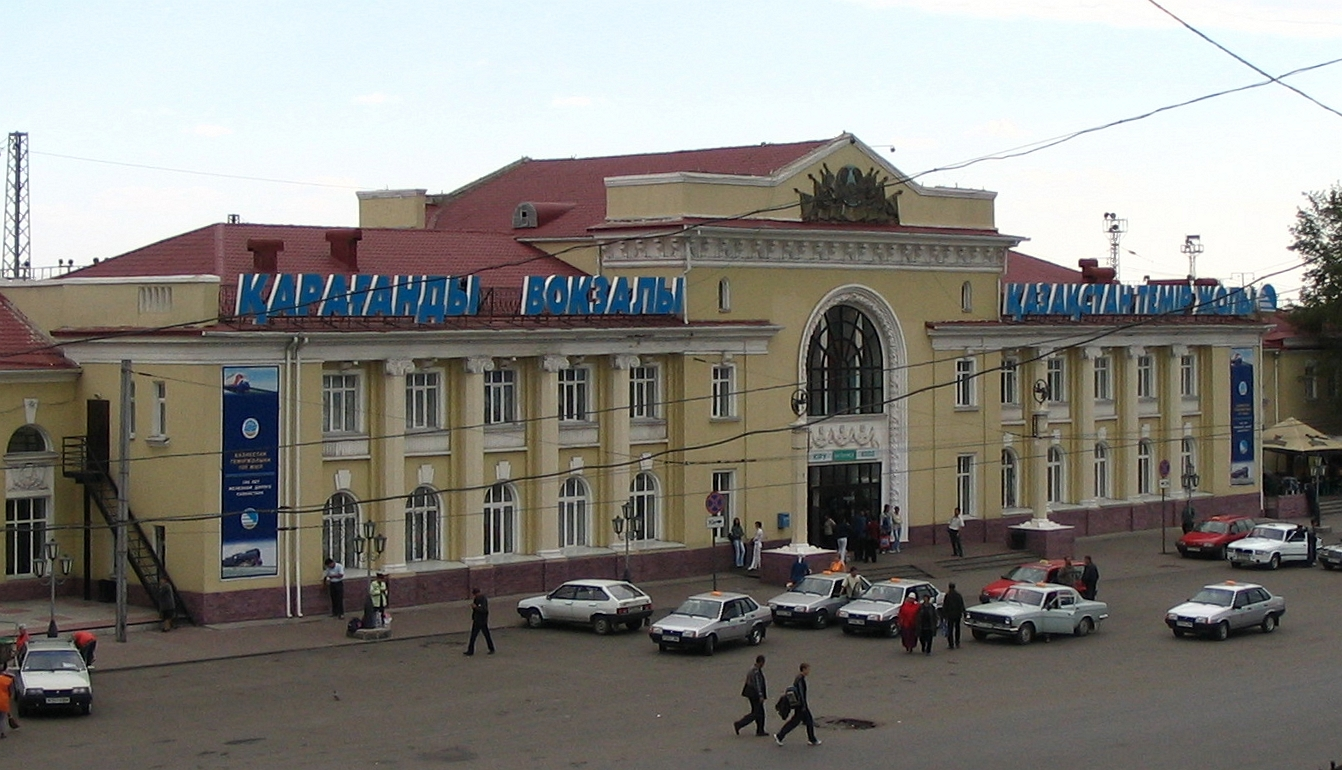
Bahnhof

Qaraghandy ist seit 1953 über die im Süden des Landes gelegene Station Schu an die Turksib sowie an das nordkasachische Streckennetz angeschlossen. Die Bahnverbindung und die zentrale Lage innerhalb Kasachstans mit dem größten Rangierbahnhof des Landes sind günstige Voraussetzungen für die wirtschaftliche Weiterentwicklung. Es bestehen direkte internationale Personenzugverbindungen nach Moskau zum Kasaner Bahnhof und nach Kiew.
In einem nach dem 30. Jahrestag des Komsomol 1956 benannten Park gibt es die schmalspurige Kindereisenbahn Karaganda, die ursprünglich als Pioniereisenbahn der Ausbildung von Kindern diente.

### Straßenbahn
Zwischen dem 25. August 1950 und September 1997 fuhr in der Stadt eine elektrische Straßenbahn. Drei Linien wurden betrieben:
- Staryj Gorod – Nowyj Gorod (1950–1978)
- Staryj Gorod – Schachta Nr. 70 (?–1976)
- Schachta 33/34 – Maikuduk, Kombinat Strojplassmass (1982–1997)

Anfangs wurden die Linien mit KTM-1 betrieben. Zwischen 1982 und 1984 wurden 12 KTM-5 nach Karaganda geliefert.

### Fernstraßen
Durch bzw. unweit Qaraghandy verlaufen mehrere Fernstraßen:
- M36, die nach Norden zum 200 km entfernten Astana und in den Süden zum 380 km entfernten Balqasch am Balchaschsee führt,
- A20, die nach Osten zum über 220 km entfernten Qarqaraly zum Bugaz führt,
- A17, eine wichtige Ost-West-Straße in Kasachstan, die Qaraghandy mit dem 480 km nordöstlich gelegenen Pawlodar und dem 530 km südwestlich gelegenen Schesqasghan verbindet.

## Bildung

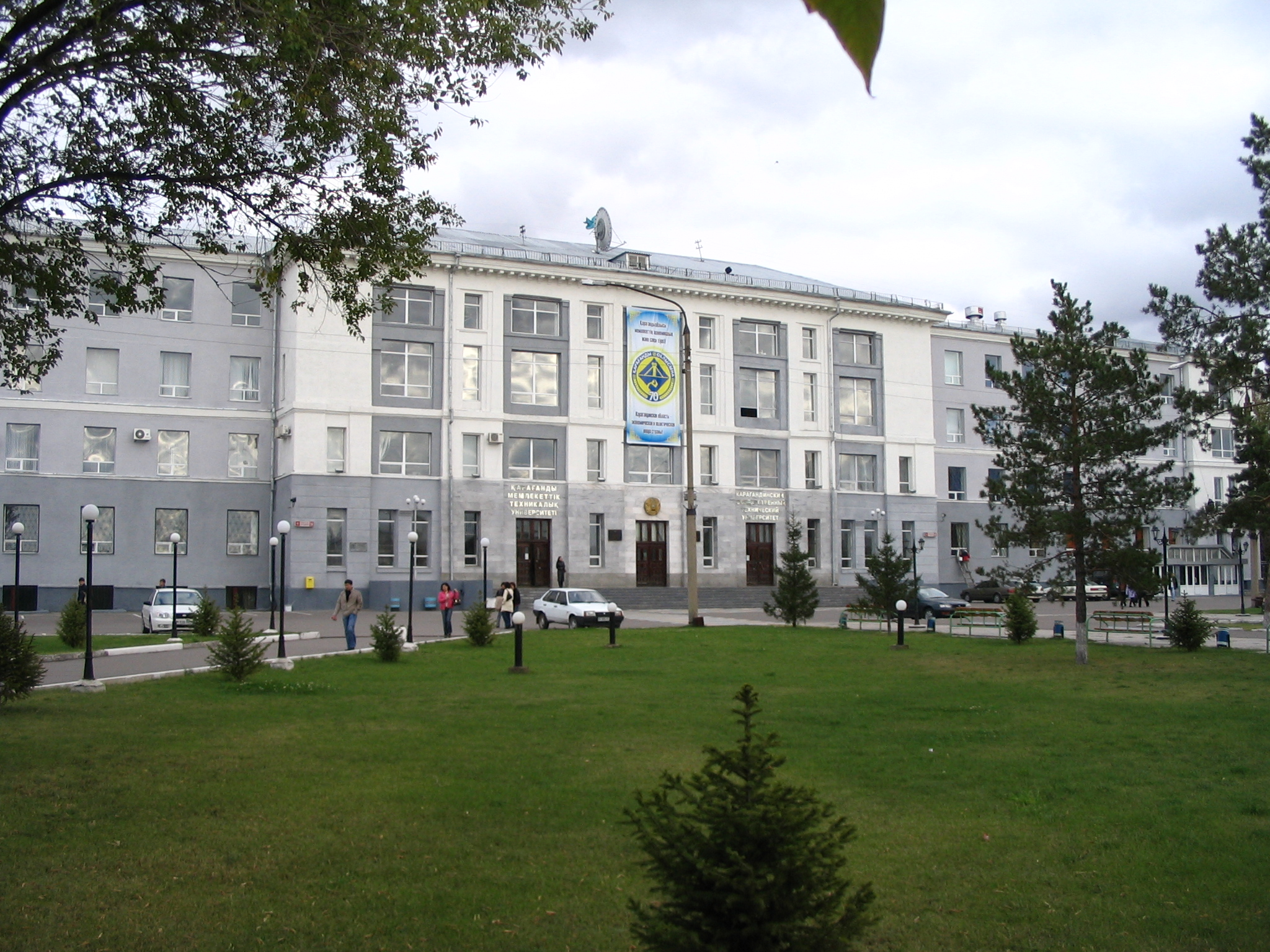
Technische Universität

Die Stadt beherbergt mehrere Hochschulen, Universitäten (Staatliche Universität Qaraghandy, Medizinische Akademie, Technische Universität), Fachschulen, Kollegs und Bibliotheken. Außer den staatlichen Bildungseinrichtungen gibt es auch private Hochschulen, u. a. die Kazpotrebsoyuz Wirtschaftsuniversität Karaganda.

## Persönlichkeiten

### Söhne und Töchter der Stadt
Qaraghandy ist Geburtsort zahlreicher prominenter Persönlichkeiten.

### Namhafte Häftlinge
- Margarete Buber-Neumann (1901–1989), deutsche politische Publizistin
- Nicetas Budka (1877–1949), ukrainischer griechisch-katholischer Bischof
- Sonja Friedmann-Wolf (1923–1986), deutsche Autorin
- Robert Gilles (1923–2003), belgischer Handballspieler, Handballtrainer und Sportfunktionär
- Jewgenija Ginsburg (1904–1977), russische Historikerin und Schriftstellerin
- Lew Gumiljow (1912–1992), russischer Historiker und Ethnologe sowie Dichter und Übersetzer aus der persischen Sprache
- Wojciech Jaruzelski (1923–2014), polnischer Politiker und General; Staatsoberhaupt von Polen 1985–1990
- Wera Jermolajewa (1893–1937), russische Malerin und Buchillustratorin
- Alexander Jessenin-Wolpin (1924–2016), russisch-amerikanischer Mathematiker
- Reinhart Koselleck (1923–2006), deutscher Historiker
- Christian Rakowski (1873–1941), bulgarischer sozialistischer Revolutionär, bolschewistischer Politiker und sowjetischer Diplomat
- Kurt Rosenkranz (1927–2024), österreichischer Erwachsenenbildner
- Nikolai Urwanzew (1893–1985), sowjetischer Geologe und Polarforscher
- Heinrich Vogeler (1872–1942), deutscher Maler, Grafiker, Architekt, Designer, Pädagoge, Schriftsteller und Sozialist
- Helmut Weiß (1913–2000), deutscher Schriftsteller